# Maria-Visitatie
Maria-Visitatie of Maria-Bezoek is een christelijke feestdag die gevierd wordt op 31 mei. Men herdenkt dan het bezoek van Maria aan haar nicht Elisabeth, dat beschreven wordt in het Evangelie volgens Lucas (1, 39-56). Maria is op het moment van het bezoek zwanger van Jezus en Elisabeth van Johannes de Doper. Elisabeth wordt, wanneer zij Maria ziet komen, vervuld van de Heilige Geest, het kind springt op in haar schoot en zij zegt tegen Maria: "De meest gezegende van alle vrouwen ben jij, en gezegend is de vrucht van je schoot!" Maria antwoordt met een lofzang op God, het Magnificat. De woorden van Elisabeth zijn opgenomen in het weesgegroet.
Maria-Visitatie werd oorspronkelijk gevierd op 2 juli, maar omdat deze dag ná de feestdag van de Geboorte van Johannes de Doper (24 juni) viel, heeft men de feestdag in 1969 verplaatst naar 31 mei, omdat dit beter overeenkomt met de evangelies. Op sommige plaatsen wordt het feest echter nog op 2 juli gevierd, dit is enkel en alleen waar men de liturgische kalender van vóór het Tweede Vaticaans Concilie gebruikt.
Sinds de 19e eeuw wordt ook in de oosters orthodoxe kerk de Maria-Visitatie gevierd. Het feest wordt op 30 maart gevierd. Als 30 maart valt tussen de Zaterdag van Lazarus en Pasen dan wordt de Maria-Visitatie op de vrijdag na Pasen gevierd.
De visitatie is dikwijls afgebeeld in de beeldende kunst, ook weleens in combinatie met een voorstelling van de Annunciatie. Johann Sebastian Bach componeerde voor deze dag de bekende cantate Herz und Mund und Tat und Leben (BWV 147). Het Magnificat is door talloze componisten op muziek gezet.